# Sūderū
Sūderū (persiska: سودرو, سُّدرُّ) är en ort i Iran.   Den ligger i provinsen Hormozgan, i den sydöstra delen av landet, 1 000 km söder om huvudstaden Teheran. Sūderū ligger 36 meter över havet och antalet invånare är 708.
Terrängen runt Sūderū är platt åt nordväst, men åt sydost är den kuperad.Runt Sūderū är det ganska glesbefolkat, med 50 invånare per kvadratkilometer. Närmaste större samhälle är Jamāl Aḩmad, 11,8 km öster om Sūderū. Trakten runt Sūderū är ofruktbar med lite eller ingen växtlighet.